# Новодубове (Вілейський район)
Новодубове (біл. вёска Навадубава) — село в складі Вілейського району Мінської області, Білорусь. Село підпорядковане Іжовській сільській раді, розташоване в північній частині області.